# Játék (matematika)
A játék fogalma a játékelméletben a matematika azon fogalmai közé tartozik, melyekre egyidejűleg két – egymással ekvivalens – definíciót használnak a tárgyalás során. A játék két definíciója a játék normál formája, és az extenzív formája.

## A játék normál formája
Egy játékot úgy adhatunk meg a normál formájában, ha megadjuk a játékban részt vevő játékosok számát, az általuk választható alternatívák összességét és az összes játékos egyidejű stratégiaválasztásának a lehetséges eredményeit.

### Amit a normál forma tartalmaz
1. A normál forma tehát tartalmazza egyrészt a játékosok halmazát. A játékelmélet csak olyan szituációkat vizsgál, melyekben véges sok szereplő van, így a játékosok halmazáról felteszi, hogy az véges halmaz. Ezt a halmazt többnyire N-nel szokták jelölni, és az első n pozitív egész számmal szokták azonosítani (Különösebb jelentősége a tárgyalás során nincs, hogy mik a halmaz elemei, ám később indexezés szempontjából ez lesz kényelmes.) Ennek a halmaznak az elemeit játékosoknak hívjuk.
2. A normál formában megadott játék minden játékos esetében felsorolja az összes olyan alternatívát is, ami mellett a vizsgált szituációban az adott játékos dönthet. Adott tehát összesen n darab halmaz melyek mindegyike rendre az első, a második stb. az n-edik játékos által választható lehetőségeket tartalmazza. Ezeket a lehetőségeket a játékelméletben alternatíváknak, vagy stratégiáknak szokták nevezni. Ennek megfelelően az i-edik játékos lehetőségeit vagy stratégiáit tartalmazó halmazt Ai-vel vagy Si-vel szokták jelölni, és az i-edik játékos alternatíva halmazának, vagy az i-edik játékos stratégiai halmazának szokták nevezni. Mi az Si jelölést és a stratégiai halmaz elnevezést fogjuk használni. Az Si halmazokról mindössze annyit tesz fel a játékelmélet, hogy egyikük sem üreshalmaz. (Ha üreshalmaz lenne, az azt jelölné, hogy a játékosnak nincs döntési lehetősége az adott szituációban, s ekkor ki is hagyható a vizsgálódásból.) 
 Szokás az egyszerűbb jelölés kedvéért bevezetni a stratégiai halmazt, mely az n darab játékos stratégiai halmazának Descartes-szorzata, vagyis az a halmaz, ami az n játékos által együttesen meghozható döntés n-eseket tartalmazza. Ezt a halmazt általában S-sel jelölik (vagy A-val, amennyiben alternatívákról beszélnek).
3. Ahhoz, hogy normál formában adjunk meg egy játékot, a fentieken túl meg kell adni a lehetséges döntésegyüttesek következményeit. Ha minden játékos meghozta a maga döntését, akkor egyértelmű kell hogy legyen, hogy melyik játékost milyen következmények fogják a saját és a többiek döntésének függvényében érni. Ezeket a következményeket a játékelmélet egy-egy valós számmal fejezi ki minden játékos esetében, és kifizetéseknek nevezi. A játékelmélet ugyanis a következmények tekintetében minden stratégiai helyzetet a pénzben játszott kártyajáték analógiájára kezel: az összes döntés eredménye a játék végén megtörténő kifizetéseken mérhető le. Mint korábban láttuk, az S stratégiai halmaz pontosan az n játékos által meghozható döntésegyütteseket írja le. Ennek megfelelően egy játék normálformája az i-edik játékos kifizetését egy fi: S → R típusú függvénnyel definiálja, ami tehát n-változós (hisz az S halmaz n darab halmaz Descartes-szorzata) és valós értékű függvény, bármely 1 ≤ i ≤ n esetén. 
 Ugyancsak az egyszerűbb jelölés céljából az "egyesített" S halmazhoz hasonlóan a kifizetési függvényeket is szokták összevonni egy olyan vektorértékű f: S → Rn típusú kifizetés függvénybe, melynek az i-edik komponense pont az fi függvény.

### A játék definíciója normál formában
A fentiek alapján tehát a következő definíció adható a játékra. A G = (N,S,f ) pontosan akkor játék, ha az alábbi három feltétel teljesül:
(a) N = {1, 2, …, n} valamely n természetes számra,
(b) S = S1 × S2 × … × Sn, ahol Si ≠ ∅ ha 1 ≤ i ≤ n, valamint
(c) f: S → Rn típusú, és f = (f1, f2, … fn), azaz részletesebben f'(s) = (f1(s), f2(s), … fn(s)) bármely s ∈ S-re, 
 ahol fi: S → R típusú bármely 1 ≤ i ≤ n esetén.

## A játék extenzív formája
Mint arról a szócikk elején szó esett lehetséges egy másik definíciót is adni a játék fogalmára, ami a normál formával lényegében azonos tartalmat ragad meg. Látni fogjuk, hogy ez a másik meghatározás, bár lényegesen hosszabb, a játék struktúrájának bizonyos aspektusait sokkal részletesebben kibontja, s így kezelhetőbbé is teszi ezeket.

### Amit az extenzív forma tartalmaz
1. A játékosok halmazát ugyanúgy, mint a normál forma esetén.
2. Annak a lehetséges lefutásait, hogy melyik játékos melyik döntésére melyik másik játékos milyen döntése következhet.
Például a sakk játékban az egyik játékos tetszőleges lépésére mindig a másik játékos következik lépéssel, tehát soha nem léphet egymás után kétszer ugyanaz a játékos. Azt is jól szemlélteti a sakk példája, hogy az egyik játékos lépése befolyásolhatja azt, hogy a másik játékosnak a következő lépésben milyen döntési lehetőségek fognak a rendelkezésére állni.
A piaci alkut is tekinthetjük játéknak. Ennek során mind az eladónak, mind a vevőnek lehetősége van árajánlatot tenni egy árura. Ha valamelyikük ajánlatot tesz, akkor a másik játékos következik, aki vagy elfogadja ezt az ajánlatot, vagy elutasítja. Ha elfogadja, a játék véget ér. Ha elutasítja, akkor bármelyik fél következhet új árajánlattal.
Az egyes döntéseknek ezt a lehetséges lefutási sorrendjét a matematika eszközei közül egy speciális gráffal, egy fával célszerű modellezni. Ezt a fát T-vel szokta a játékelmélet jelölni. A gráf minden egyes csúcsa valamelyik játékos egy lehetséges döntési helyzetét modellezi. Világos, hogy a játék valamelyik játékos első döntésével kezdődik, például a sakkban a világos játékos első lépésével, a piaci alkuban az első árajánlattal (akár a vevő, akár az eladó teszi azt). A fa az első döntésnek megfelelő csúcsa – gráfelméleti kifejezéssel élve – a gyökere, amit r-rel jelölünk. 
 A gyökér ismeretében a fán adódik egy egyértelmű irányítás úgy, hogy a gyökérből csak kimenő élek indulnak, s ha egy csúcsba befut egy bemenő él, akkor minden egyéb él ami kapcsolódik a csúcshoz, kimenő él lesz. Ez az irányítás azt mutatja meg, hogy egy csúcsból, mint döntési helyzetből "merre lehet továbbmenni". Erre az irányításra azért van szükségünk, hogy ne lehessen "visszafele menni", vagyis ha egy játékos egy döntése miatt az egyik csúcsból egy másikba jutunk, akkor a soron következő játékos csak olyan élek mentén tudjon "tovább menni" ami nem viszi vissza a játékot az előző állapotba.
3. A fának azokat a csúcsait, amikhez csak bemenő élek tartoznak, de kimenők nem, a gráfelmélet leveleknek nevezi. A T fa ezen csúcsainak halmazát L'(T)-vel jelöljük. Ezek a csúcsok jelzik a játék lehetséges befejezéseit, hisz innen egyetlen játékosnak sincs további lépése. Mivel a fa levelei a játék lehetséges befejezéseit modellezik, az extenzív formában ezekhez a levelekhez kell megadni az egyes kifizetéseket. Így a fa minden leveléhez tartozik egy kifizetési vektor, vagyis egy olyan n dimenziós valós vektor, melynek komponensei rendre az első, második stb., n-edik játékos kifizetését adják meg abban az esetben, ha a játék pont az adott levéllel modellezett állapotban ér véget. Tetszőleges t ∈ L'(T) levél esetén a kifizetést az f vektorértékű függvény adja meg, melynek típusa f: L'(T) → Rn, és f'(t) = (f1(t), f2(t), … fn(t)), ahol fi(t) az i-edik játékos kifizetését jelöli a t végcsúcs által modellezett befejezés esetén.
4. A fa minden egyes olyan csúcsánál ami nem levél valamelyik játékos döntést hoz, és mindig pontosan egy játékos hoz döntést egy olyan csúcsnál, ami nem levél. Meg kell adni, hogy melyik csúcsnál melyik játékos hoz döntést, vagyis minden csúcshoz (ami nem levél) meg kell adni valamelyik játékos "nevét". Amiatt, hogy minden csúcsnál pontosan egy játékos dönt, ez a "címkézés" tulajdonképp a – leveleitől és abba menő éleitől megszabadított – fa csúcsainak egy partícióját adja (gráfelméleti nyelven szólva mondhatnánk azt is, hogy a részgráf egy színezését). Azoknak a csúcsoknak a halmazát, ahol az i-edik játékos hoz döntést Ui-vel jelöljük. Ezeket a halmazokat játékos halmaznak, elemeit az i-edik játékos csúcsainak nevezzük. Világos, hogy az U1, U2, … , Un halmazok együttesen egyértelműen meghatározzák a részgráf partícióját, így pusztán ezen halmazok megadásával is meg tudjuk tenni a "címkézést" (lényegében felsoroljuk, hogy mely csúcsokban kell döntenie az első játékosnak, melyekben a másodiknak stb.)
5. Egy játék extenzív formában való megadásához meg kell adni azt is, hogy az egyes csúcsok által modellezett állapotban a csúcshoz tartozó döntéshozó mit tud arról, hogy melyik csúcsban van. Lehetséges, hogy például egy kétszemélyes játékban az első személy meghozza a maga döntését mondjuk 3 lehetőség közül, majd ezután a másodiknak úgy kell meghozni a saját döntését mondjuk 4 lehetőség közül, hogy nem tudja mi volt az első játékos által az előbb meghozott döntés. Ilyenkor az első játékos döntési helyzetét a T fa egy olyan csúcsával modellezzük, melyből három él indul ki, mindhárom a második játékoshoz tartozó csúcsokba megy be, és ezekből a második játékoshoz tartozó élekből egyaránt négy-négy él indul ki. Azt, hogy a második játékos nem tudja megkülönböztetni, hogy a három csúcs melyikében van az úgynevezett információs halmazok segítségével modellezzük. Azokat a döntési helyzeteket, melyeket a döntést hozó játékos nem tud megkülönböztetni egymástól egy információs halmazba vesszük. Ha pontosan tudja, hogy melyik csúcsban van, akkor a megfelelő információs halmaz csak ezt az egy csúcsot tartalmazza. Ez azt jelenti, hogy csak olyan csúcsok kerülhetnek azonos információs halmazba, amik ugyanahhoz a játékoshoz tartoznak, és amelyekből ugyanannyi él indul ki (máskülönben meg tudná különböztetni egymástól őket). Az is világos, hogy amennyiben minden játékos minden állapotban tisztában van azzal, hogy melyik csúcsban is van, akkor minden információs halmaz egy-egy csúcsot tartalmaz. Az is látható, hogy az i-edik játékoshoz tartozó információs halmazok az Ui halmaz egy partícióját adják.

## A két definíció viszonya
- ekvivalens

- statikus-normál

dinamikus-extenzív
de nem
- normál formában megadott játék nem csak definíció, de megadási mód is

## Külső hivatkozás
- Archiválva 2016. augusztus 2-i dátummal a Wayback Machine-ben Logikai játék